# Marguerite de La Rocque
Marguerite de La Rocque, död efter 1542, var en fransk adelskvinna. Hon överlevde fem år, 1536–1541, sedan hon blivit ilandsatt i vildmarken på den obebodda ön Île des Démons i  Franska Kanada av sin förmyndare efter ett utomäktenskaplig kärleksförhållande. Hennes öde skildrades av i Heptaméron av Margareta av Navarra 1558, och har sedan dess utgjort ämne inom fiktion, facklitteratur, forskning och populärkultur.